# Josh Flint
Joshua Hughson Flint, detto Josh (Waterlooville, 13 ottobre 2000), è un calciatore inglese, difensore del Crawley Town.

## Carriera
Cresciuto nel settore giovanile del Portsmouth, debutta in prima squadra il 14 settembre 2019, in occasione dell'incontro di EFL Trophy vinto per 3-1 contro la formazione Under-21 del Norwich City, realizzandovi anche la sua prima rete in carriera. Nell'ottobre 2019 passa in prestito al Bognor Regis Town, società militante in Isthmian League; che nel gennaio 2020 lo acquista a titolo definitivo.
Il 13 settembre successivo viene ceduto agli olandesi del Volendam. Al termine della stagione 2021-2022, contribuisce alla promozione della squadra nella massima serie locale. Il 14 gennaio 2023 ha esordito in Eredivisie, disputando l'incontro vinto per 2-1 contro l'RKC Waalwijk.

## Statistiche

### Presenze e reti nei club
Statistiche aggiornate al 5 febbraio 2023.
| Stagione        | Squadra           | Campionato      | Campionato | Campionato | Coppe nazionali | Coppe nazionali | Coppe nazionali | Coppe continentali | Coppe continentali | Coppe continentali | Altre coppe | Altre coppe | Altre coppe | Totale | Totale |
| Stagione        | Squadra           | Comp            | Pres       | Reti       | Comp            | Pres            | Reti            | Comp               | Pres               | Reti               | Comp        | Pres        | Reti        | Pres   | Reti   |
| --------------- | ----------------- | --------------- | ---------- | ---------- | --------------- | --------------- | --------------- | ------------------ | ------------------ | ------------------ | ----------- | ----------- | ----------- | ------ | ------ |
| set.-ott. 2019  | Portsmouth        | FL1             | -          | -          | FACup+CdL       | -               | -               |                    | -                  | -                  | FLT         | 2           | 1           | 2      | 1      |
| ott. 2019-2020  | Bognor Regis Town | IL              | 14         | 0          | FACup           | -               | -               |                    | -                  | -                  | FAT         | 3           | 0           | 17     | 0      |
| 2020-2021       | Volendam          | 1D              | 2          | 0          | CO              | 0               | 0               |                    | -                  | -                  |             | -           | -           | 2      | 0      |
| 2021-2022       | Volendam          | 1D              | 15         | 1          | CO              | 0               | 0               |                    | -                  | -                  |             | -           | -           | 15     | 1      |
| 2022-2023       | Volendam          | ED              | 4          | 0          | CO              | 1               | 0               |                    | -                  | -                  |             | -           | -           | 5      | 0      |
| Totale Volendam | Totale Volendam   | Totale Volendam | 21         | 1          |                 | 1               | 0               |                    | -                  | -                  |             | -           | -           | 22     | 1      |
| Totale carriera | Totale carriera   | Totale carriera | 35         | 1          |                 | 1               | 0               |                    | -                  | -                  |             | 5           | 1           | 41     | 2      |